# 私立大学の公立化
私立大学の公立化（しりつだいがくのこうりつか）では、日本において2009年以降行われている、私立大学を公立大学に移行する動きについて記述する。

## 概要

### 公立化した例

#### 公設民営大学
最も早く公立化した私立大学は公設民営大学として開学した高知工科大学である。高知工科大学が私立大学として開学したのは、当時の大学の制度では公立大学は法人格を持っていないからであった。このために知的所有権の獲得と活用を自らの意思で行うことができず、特許権の獲得数も少なかった。このため工科系大学では研究成果で知的所有権を得てそれを活用するためにも大学が法人格を持つことが重要だったからである。他には日本の公立大学では教員は公務員であるために行動に大きな制約が課せられていたからであった。倫理観のある教員にとっては行動の自由は教育研究能力の向上に大きな利点があり、大学にとっても種々の形態の教員を雇用できるという利点があった。公立大学が法人化して公立大学の教員は公務員ではなくなった時代においては、公設民営大学として存続させ続ける意義はほとんどなく無くなっており、このため高知工科大学が公立化するということは本来の大学の姿に戻るということである。もし高知工科大学の開学時に公立大学は独立した法人であったならば、高知工科大学は最初から公立大学として開学していた。

#### 公設民営大学以外
経営難である私立大学が延命策として公立化させているという例が存在する。1966年開学の長野大学は定員割れに苦しみ、外国人留学生を多く入学させていて、このままでは存続させることが厳しいため上田市に公立化を要請して2017年より公立大学となった。公立大学となって初年度の入学試験では、募集が300人であるのに対して3000人もの受験生が集まった。長野大学は公立化されてからは地元からの入学が減少されており、受験生が増えたことは良い事ではあるが、日本全国から受験生が集まっているため地元の人が入学できなくなっていることが課題であるとしている。公立化した大学では卒業後には地元では就職しなくなっていることも問題である。
1968年開学の旭川大学は、2023年4月より公立化されて旭川市立大学として運営されることとなった。これに伴い同年入学の入試では志願者数が大幅に増えており、これまでの10年間で最も多い数字であった。公立化したならば学費が安くなることと、公立大学というブランドで人気になっている。

### 公立化できなかった例
新潟産業大学は、柏崎市立大学として公立化することに向けてに協議を重ねてきたものの、2018年2月に市長より財政面から公立化させることは難しいと判断されて公立化できなかった。
環太平洋大学短期大学部は2021年より宇和島市立短期大学として運営することに向けて2015年より協議を重ねてきた。だが公立化は実現しなかった。環太平洋大学短期大学部は2019年より募集停止となった。
苫小牧駒澤大学は苫小牧市に対して公立化させることを打診していたが公立化は実現しなかった。それから苫小牧駒澤大学は学校法人駒澤大学から学校法人京都育英館に移管されて運営されることとなった。
姫路獨協大学は姫路市立大学として運営されるようになる公立化を目指していたものの、2022年4月に市長より公立化させることは困難であるとされて公立化は断念した。